# Chefanklager
Chefanklageren er den øverste chef for en anklagemyndighed.
I Danmark er chefanklageren den daglige chef for anklagemyndigheden i en dansk politikreds.
Stillingen chefanklager blev oprettet i forbindelse med politireformen, som trådte i kraft den 1. januar 2007.
Under chefanklageren er anklagemyndigheden i politikredsen inddelt i en række advokaturer, der hver ledes af en advokaturchef.
En politikreds ledes af en politidirektør bistået af en chefanklager, en chefpolitiinspektør og en stabschef. I København har man desuden en vicepolitidirektør.